# 荒川荘
荒川荘（あらかわのしょう）は、平安時代～近世にかけて紀伊国にあった荘園。高野山領。「安楽川」「荒河」とも書く。

## 概要

### 所在
現在の紀の川市桃山町全域と、東側の打田町の一部を含む。立券の院庁下文によると、東は桧峰ならびに黒川、南は高原ならびに多須木峰、西は尼岡中心ならびに透谷、北は牛景淵ならびに紀陀淵とされる。

### 規模
最盛時の田畠の面積は101町余、近世の石高は約2,600石である。

### 起源
平安時代の後期、熊野三山検校の行尊の所領であったが、行尊から鳥羽法皇に寄進され、大治4年（1129年）に院庁下文が出されて鳥羽法皇領の荘園として立券された。鳥羽法皇崩御ののち、安楽川荘は皇后美福門院に伝領された。平治元年（1159年）7月、美福門院は法皇の菩提のために高野山に紺紙金泥の一切経を寄進し、一切経会を行わしめたが、その費用を支弁する荘園として安楽川荘を寄進した。なお、この一切経は高野山に現存し、荒川経と通称され、その経蔵も荒川経蔵（六角経蔵）と呼ばれている。鎌倉、室町時代を通じて高野山領荘園として維持経営され、近世も高野山の朱印地であった。

### 領主
高野山。

### 終焉
明治維新に際して、幕藩体制下の寺社領をことごとく上地するという太政官布告があり、高野山領としての荒川荘ならびに調月荘、細野荘は終焉を迎えた。
現在でも「あら川の桃」に名を残す。